# Conjunto histórico de Carratraca
El conjunto histórico de Carratraca es un Bien de Interés Cultural declarado en 2004 y situado en el municipio de Carratraca, en la provincia de Málaga, comunidad autónoma de Andalucía, España. Se trata de un casco histórico conformado durante los siglos XIX y XX, como consecuencia de la importante actividad de su balneario, que conserva valores históricos, edificatorios, monumentales, etnológicos, paisajísticos y medioambientales.

## Situación
La localidad de Carratraca se ubica en la Sierra de Baños, frente a la Sierra de Alcaparaín, en una ladera rodeada por cultivos de secano, que se funde e inserta en el casco en forma de pequeños jardines o huertas, que son consecuencia de la red de canalizaciones por la que discurre el agua procedente del balneario. La unidad morfológica de su casco urbano, ubicado en un marco natural de especial belleza, presenta un alto grado de conservación tipológica.

## Vestigios romanos
De época romana se conservan cuatro baños de piedra. Las propiedades curativas de las aguas del Cortijo, denominado Aguas Hediondas, fueron conocidas en la antigüedad, como lo demuestra la presencia de monedas romanas de cobre y plata con las efigies de Tiberio, Claudio y César en el yacimiento de la Glorieta, y la existencia de una necrópolis tardorromana, cerca del arroyo de las Cañas. Sin embargo, no fue hasta 1485 cuando en los Repartimientos de Casarabonela se menciona el Agua Hedionda.
De época árabe apenas se tienen noticias, no siendo hasta el siglo XVIII cuando se define la morfología de su casco urbano, que conocemos gracias a las imágenes de Francis Carter en su viaje de 1756 y a las Conversaciones Malagueñas de Medina Conde hacia finales de la centuria.

## Estructura urbana
La formalización de la estructura urbana de Carratraca, relativamente reciente, tiene su origen en un primer asentamiento que nace en torno al manantial de agua sulfurosa y siempre ha estado relacionado con un modo de vida muy particular derivado del culto al agua como un bien terapéutico. En este casco urbano queda patente su origen y evolución histórica a través de sus calles y casas.
Su carácter actual es consecuencia del desarrollo que sufrió la localidad gracias a su Balneario, y es muestra de la sociedad de su momento. El Balneario, por las cualidades taumatúrgicas de sus aguas, alcanzó un lugar relevante dentro de los establecimientos de este tipo que surgieron en toda España. Lugar de interacción social, fue un vehículo idóneo para desarrollar nuevos hábitos y relaciones sociales, que marcó definitivamente una forma de uso y aprovechamiento del agua de forma comunal, al mismo tiempo que sentaba las bases de su urbanismo. 

## Inmuebles notables

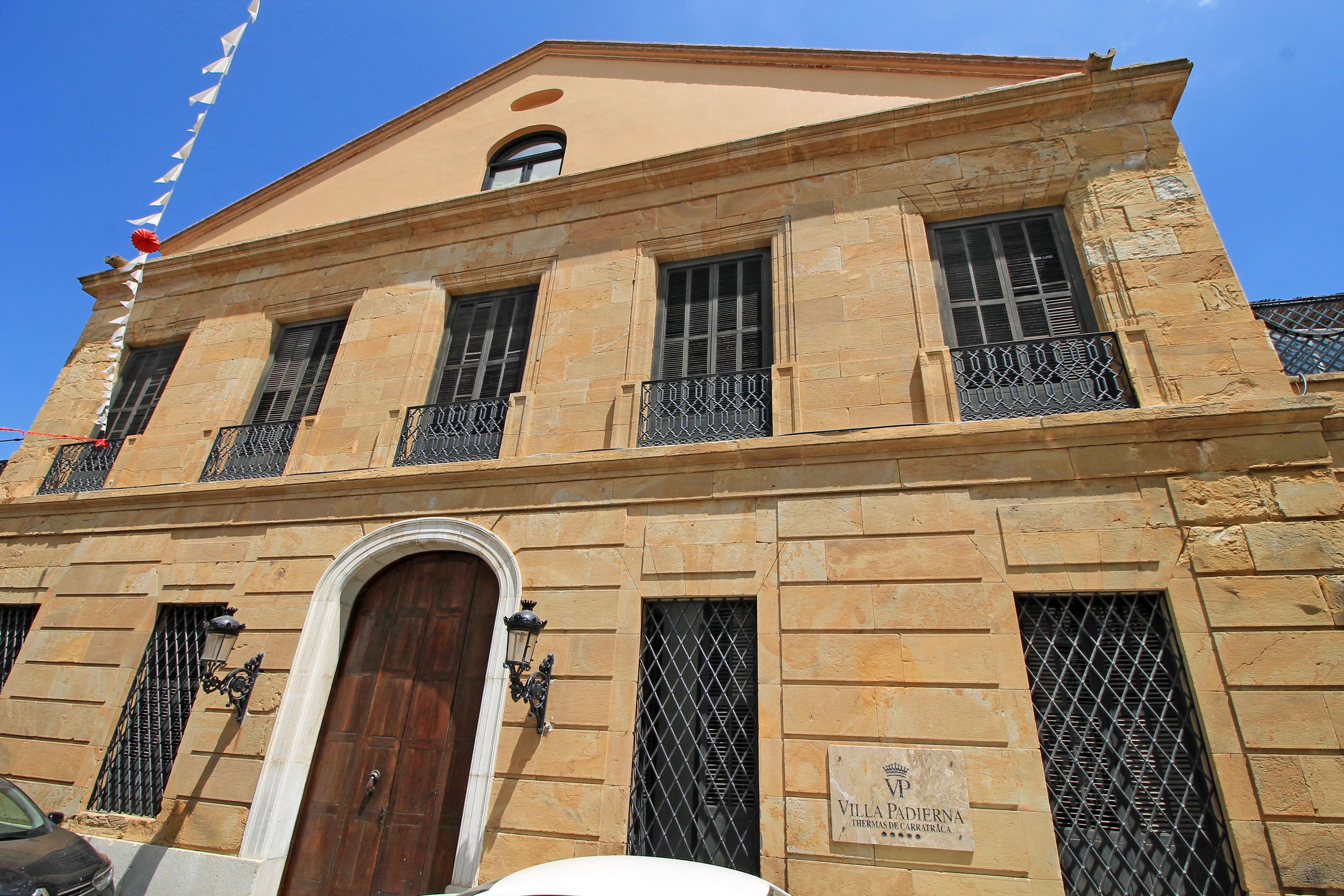
Fachada principal del balneario.

Entre los inmuebles destacan, entre otros, el balneario y el Hostal El Príncipe, así como la casa de Trinidad Grund, hoy convertida en sede del consistorio municipal, con magníficas vistas del entorno. A estas construcciones hay que unir la iglesia del siglo XVIII, bajo la advocación de Nuestra Señora de la Salud, cuyo precedente se encuentra en una ermita levantada por Juan "Camisón" tras haberse curado de sus afecciones en la piel.

## Canales
El agua ha jugado un papel esencial para la comunidad de Carratraca por su aprovechamiento agrícola, dando lugar a un sistema de canalización y uso de las aguas sobrantes del Balneario ejercido por la comunidad de regantes.

## Situación actual
La crisis de estos establecimientos en el siglo XX motivó el estancamiento del pueblo, tanto urbano como social. Sin embargo la actual reactivación del Balneario, unido a la mejora de las comunicaciones de la zona y al enclave privilegiado del municipio, están dando lugar a un aumento de la actividad constructiva.